# 日本の漫画の歴史
日本の漫画の歴史（にほんのまんがのれきし）では、日本の漫画の歴史について述べる。

## 「漫画」の語源
滑稽さ、風刺性、物語性などを持った絵画作品のことを「漫画」と呼んだのは少なくとも明治時代中後期以降であった。この時期以前の呼称および形式については適宜後述する。

## 中世

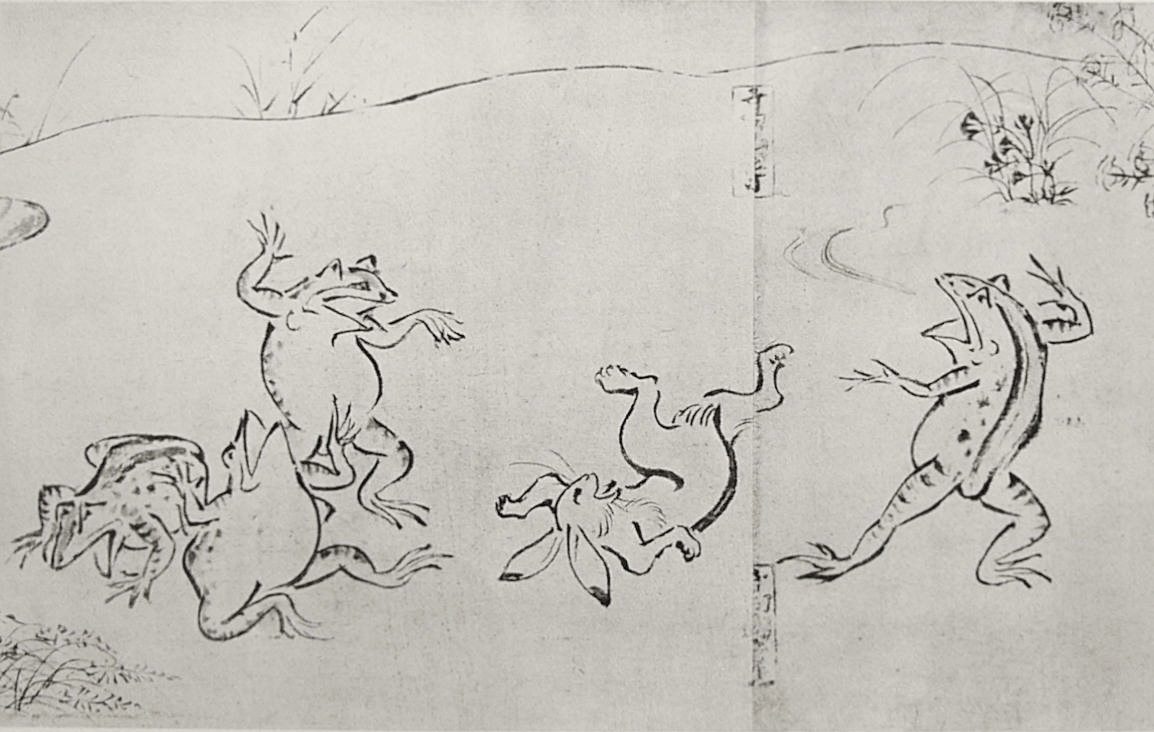
『鳥獣人物戯画』（甲巻、部分）

『信貴山縁起』山崎長者の巻（部分）

現代の「漫画」につながる、滑稽さ、風刺性、物語性などを持った絵画作品で、日本最古であると指摘されているのは平安時代の絵巻物・『鳥獣人物戯画（鳥獣戯画）』である。同時期の絵巻物には、同作のほかにも現代の漫画表現に似た表現がみられるものがあり、主人公が屁芸で成功する『福富草子』では、台詞が人物の横に書かれ、のちのフキダシを思わせる表現となっているほか、『信貴山縁起絵巻』では時間の経過や場面の転換を、同じ人物を異なる場所に描くことで表現している（異時同図法）。
鎌倉時代・南北朝時代・室町時代になると、平安時代の京都の貴族の長編の恋愛物語を絵画にした絵巻物から、公家の衰退により短編的な絵入りの物語の『御伽草子』が登場し、説話や庶民が主人公の事件や出来事を書いたり昔話など、多くの日本の物語文学が生まれた。また、江戸初期には京都で硬い内容の「物之本」が出版されたのに対して、江戸中期に江戸の地本問屋が絵入り「娯楽本」の『草双紙』などは大衆本となって江戸の髪結床などにも置かれていた。

## 江戸時代

### 開国前
江戸時代の18世紀初頭までには、肉筆の戯画が商品として流通するようになった。やがて、町人文化の興隆と木版による印刷技術の発達にともない、挿絵が添えられた娯楽読み物の書籍・黄表紙や、1枚もののイラストレーション商品・浮世絵が19世紀までに成立した。浮世絵には戯画的な要素を含むものがあり、それらは上記『鳥獣戯画』作者と擬せられる鳥羽僧正の名にちなんで「鳥羽絵」（主に手足の細長いデフォルメされた人物を描くもの）、あるいは、「大津絵」「狂画」「かち絵」「ざれ絵」などと呼称された。これらの呼称は近代に入っても引き続き使われた。
黄表紙本作者の多くは、絵と文をひとりで手掛けていた。恋川春町の『金々先生栄花夢』では、人物が夢を見ていることを示すフキダシが用いられている。

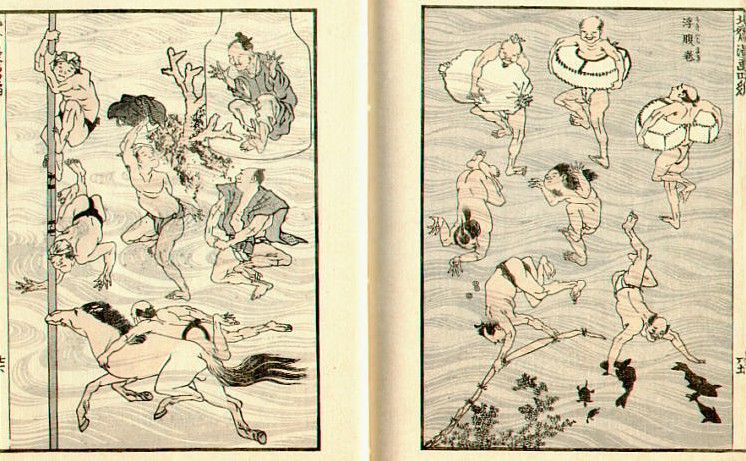
葛飾北斎『北斎漫画』

浮世絵師として知られる葛飾北斎のスケッチ集・『北斎漫画』は「漫画」という語を含む作品集としてことに著名である（ただし、ここでの「漫画」は「漫然と描かれた絵」を意味して用いられており、現代的な意味とは異なる）。同作では鼻息を表す線など、現代における「漫符」に相当する技法がみられる。なお、『北斎漫画』は葛飾派の「絵手本」、すなわち一種の教本として発表されたもので、一般読者の娯楽を第一としたものではなかった。
この時期には風刺を意図した作品も試みられており、19世紀前半の田中訥言『異形賀茂祭図巻』、19世紀中盤の落合芳幾『豊饒御蔭参之図』のように、見立絵、判じ物の形式を借りた世相風刺・政府批判の浮世絵が制作されている。ただし、画家が風刺を意図した絵を役人に誉められて喜んだという話もあるなど、あくまで娯楽とみなされ、メディアとして体制に脅威をもたらすような性格は持たなかった。

### 幕末

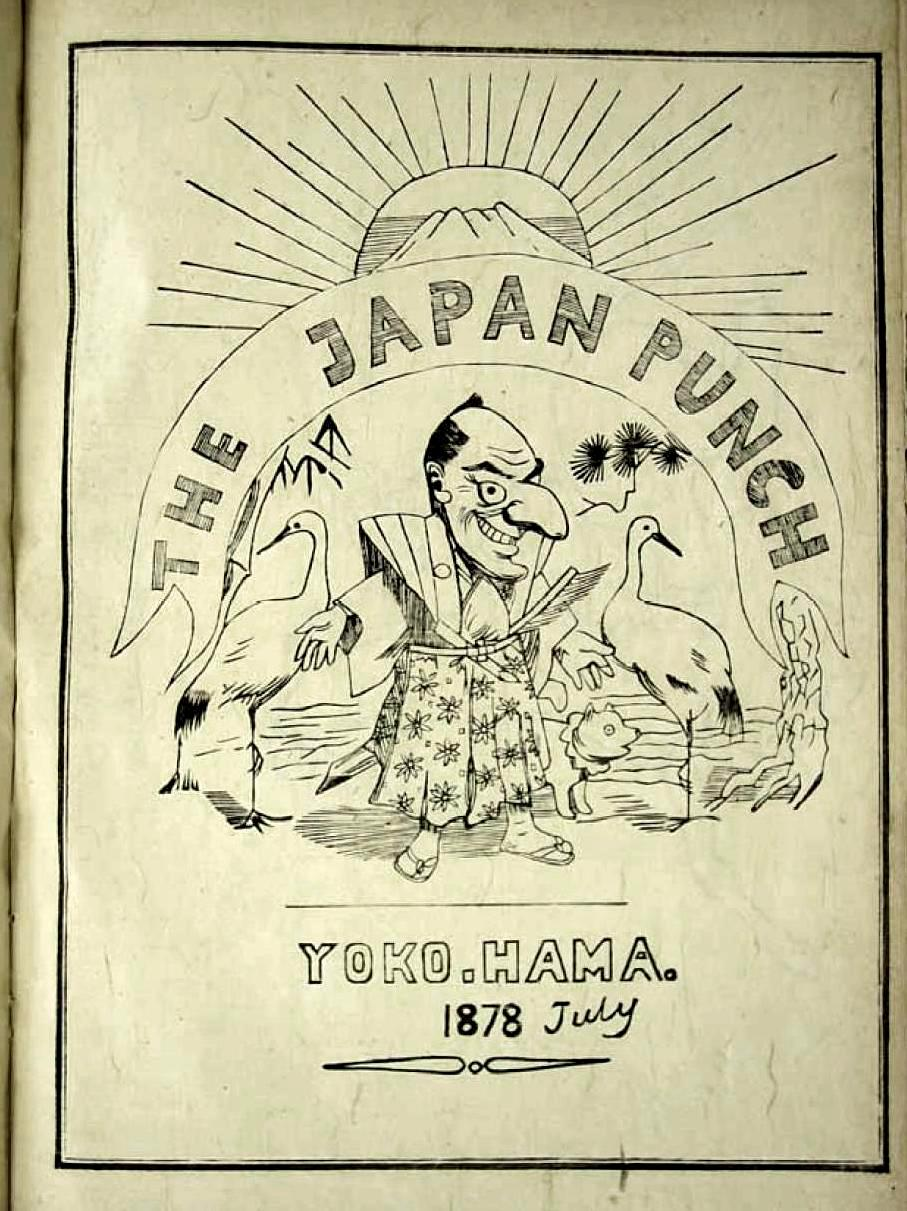
『ジャパン・パンチ』
（1878年7月号表紙）

幕末の開国期、のちの「漫画」に連なる表現および技法には、2つの流れがあった。ひとつは従来の浮世絵の系統、もうひとつは西洋由来のペン画の系統である。幕末期の前者には、歌川国芳、渓斎英泉、初代歌川広重（安藤広重）らがいる。後者は、写真の撮影や印刷技術が未発達であった時代に、報道すべき出来事を過不足なく伝えるためのイラストレーション（報道画）として制作されるもので、イギリスの新聞『イラストレイテド・ロンドン・ニュース』の特派挿絵記者として1857年に来日したチャールズ・ワーグマンらによって日本に伝わったものである。ペン画のような細く細密な原画の印刷は、当時の新技術・亜鉛凸版によって実現したものであった。
それぞれの門人が明治・大正期に、漫画界の第一線に立つこととなる。河鍋暁斎や小林清親のように、和洋両方の技術を習得した人物もいる。
1862年、ワーグマンは、日本初の外字雑誌にして漫画雑誌である『ジャパン・パンチ』を創刊する。これ以降、滑稽さ、風刺性、寓意を持ったイラストレーション作品を「ポンチ絵」「西洋ポンチ」、または単に「ポンチ」と呼ぶようになる（イギリスの風刺漫画雑誌『パンチ』が直接の語源だとする説もある）。

## 明治維新から第二次世界大戦まで

### 明治前期

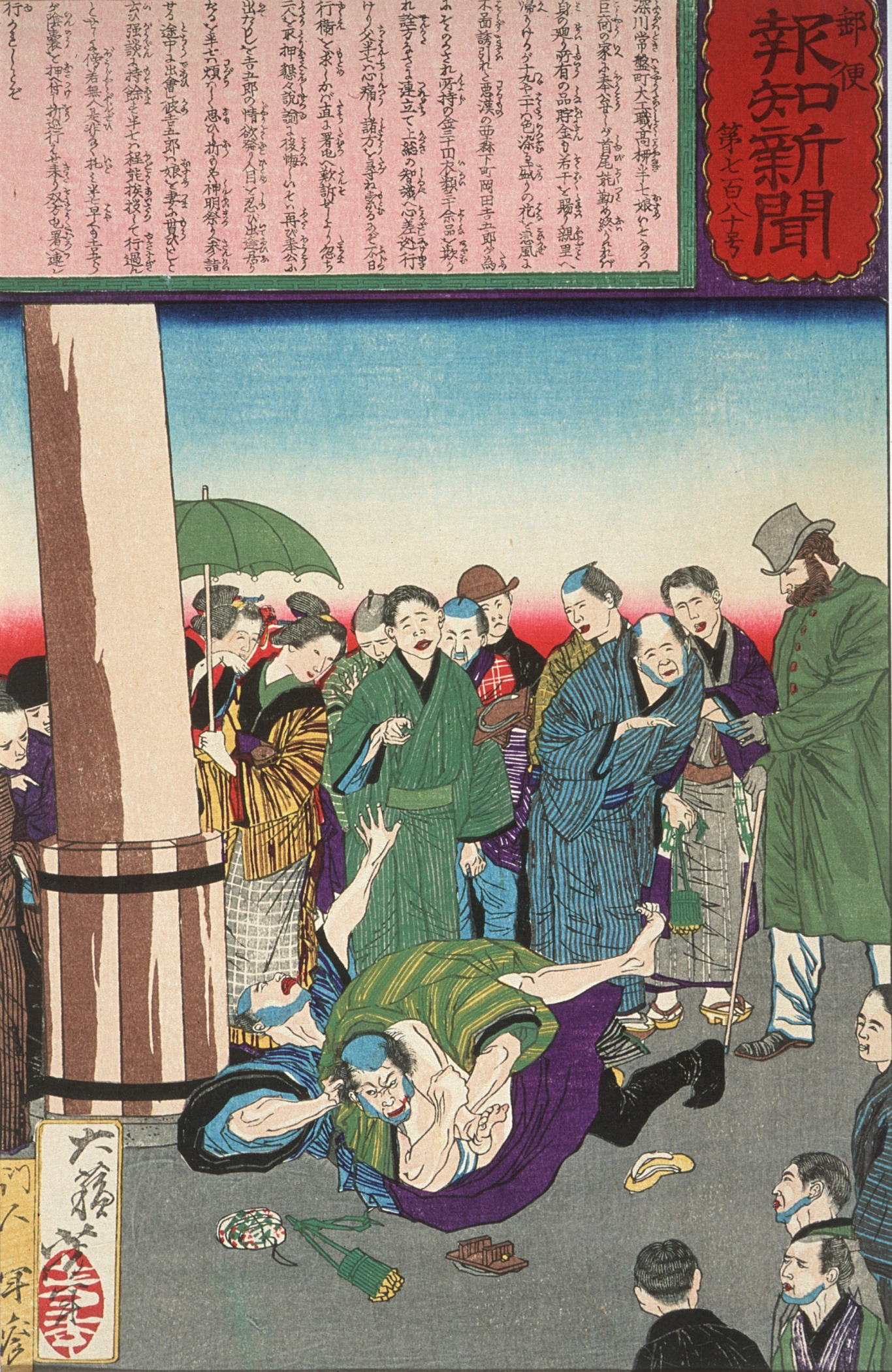
新聞錦絵の一例
（月岡芳年画、郵便報知新聞 第七百八十号）

江戸幕府が倒れ、時局に関する表現がある程度自由になった明治時代初期、『ジャパン・パンチ』を参考に、日本語による絵入り新聞が続々と創刊される。1874年に河鍋暁斎と仮名垣魯文が雑誌『絵新聞日本地』を創刊したのを皮切りに、1875年には梅亭金鵞（橋爪錦造）が『寄笑新聞』を、1877年には野村文夫が『團團珍聞（まるまるちんぶん）』を創刊した。とりわけ『團團珍聞』では、自由民権運動を背景とした反政府的な民意を背景に、痛烈な政治風刺のポンチ絵が描かれ、たびたび発行停止処分が下された。
『絵新聞日本地』創刊と同年、落合芳幾が『東京日日新聞』の創刊に参画。『東京日日新聞』は豪華な色刷りのイラストレーションによる「錦絵新聞」として目を引き、以来「錦絵新聞」の形式および、そこで描かれた時事イラスト（新聞錦絵）が盛んとなる。
『團團珍聞』の専属となった本多錦吉郎は、洋画の技法を学んだ最初のポンチ絵師で、つけペンによるポンチ執筆を行った最初の日本人と考えられている。なお、執筆の道具としてペンが主流になるのは昭和になってからで、多くは、洋画出身の絵師であっても毛筆で描いた。
1883年、陸軍士官学校の記録法教師としてジョルジュ・ビゴーが来日する。ビゴーは『團團珍聞』や錦絵新聞の『郵便報知新聞』への寄稿のほか、個人誌『トバエ』において、激しい政府批判や、叙情的な世相描写を行った。『トバエ』は日本語のキャプションが添えられていたため、多くの日本人ポンチ絵師の目に触れ、大きな影響を与えることになる。
この間、印刷技術の近代化にともない、ポンチ絵や錦絵の掲載媒体は、浮世絵や瓦版以来の1枚刷りから、新聞・雑誌へと移行していく。

### 明治後期
1896年、田口米作は『團團珍聞』に『江の島鎌倉長短旅行』の連載を開始した。これは日本で最初の連載漫画とされている。「長」と「短」と名付けられた2人の主人公による観光旅行を描いたこの作品は、特定のキャラクターによる一貫したストーリーを描いたものとして最初の例でもあった。

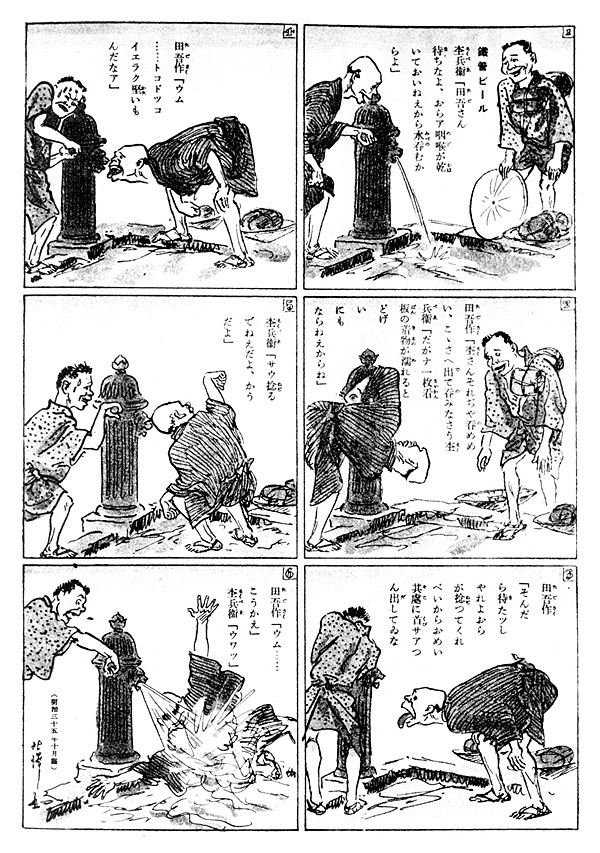
北澤楽天『田吾作と杢兵衛の東京見物』

週刊英字新聞で活躍していたオーストラリア出身の漫画家フランク・A・ナンキベルに師事した北澤楽天（北沢楽天）は、師を紹介した福澤諭吉の招きにより1899年に新聞社・時事新報に入社し、同紙で『田吾作と杢兵衛』『灰殻木戸郎』などを連載して、人気を得た。両作は同時代のアメリカ合衆国の新聞漫画形式であったコミック・ストリップにヒントを得た、複数のコマの連続からなる作品で、日本初の試みとされている。また楽天は、従来のポンチ絵と自身の作品を区別するため、このコミック・ストリップの訳語として「漫画」という語を用いるよう時事新報に進言した人物であり、ここで現代的な意味での「漫画」の語用が成立した。
1903年創刊の『平民新聞』を皮切りに、社会主義の影響を強く受けた反政府系メディアを舞台とした激しい政府批判のポンチが多く描かれ、創刊と発禁を繰り返していた。そんな中、楽天は1905年に自身主宰の漫画雑誌『東京パック』（第1次）を創刊。同誌や、同誌の人気を受けて創刊された『大阪パック』『東京ハーピー』『上等ポンチ』などの類似雑誌を舞台とした政治風刺漫画が盛んとなる。その反面、日露戦争に際しての戦時報道に名を借りた、漫画によるプロパガンダも描かれた。
そのかたわら、文芸作品の挿絵として、「コマ画」と総称される、世相風刺を廃した、叙情性の強い一コマ漫画のようなイラスト作品が多く登場し、画集が人気を得た。のちに画家としての評価を得る中村不折、平福百穂、竹久夢二といった人物が「コマ画」を手掛けている。
北澤楽天などの雑誌漫画の人気に関し、同時期に「コマ画」様の銅版画作品を手掛けた画家の山本鼎は、美術雑誌『方寸』に連載した論文記事「現代の滑稽画及び風刺画について」において、それらを「低俗」と断じている。
明治最後の年の1912年、北澤楽天が経営母体の変わった『東京パック』を去り、新たに『楽天パック』を創刊したほか、舞台美術家だった岡本一平が『朝日新聞』の専属となる。岡本は上記「コマ画」風の滑稽画に文を添えた「漫画漫文」スタイルで時代の寵児となる。それまではもっぱら風刺の手段と見なされていた漫画が、大衆娯楽として認識されていく過程において、岡本の活動は大きな役割を果たした。

### 大正
『楽天パック』の北澤楽天は、姉妹雑誌『家庭パック』を創刊し、女性向け漫画や児童向け漫画といった、当時未発達だったジャンルに挑戦するが、成功をみず、短期間で廃刊に追い込まれている。
1915年、岡本一平ら数十人の漫画家は、日本初の漫画家団体東京漫画会（のちの日本漫画会）を設立した。翌年に創刊された同会の同人誌『トバエ』（上記ビゴーの雑誌とは無関係）で岡本は、ドイツの漫画誌『ジンプリチシムス』などに触発され、ペンによる簡素な描線やデフォルメされた造形といった実験的な作風に取り組んだ。また、岡本が1917年から少年雑誌『良友』に連載開始した『珍助絵物語』は連載少年漫画の草分けとされる。
時事新報は1921年、同紙の別刷り日曜版付録として『時事新報日曜付録・時事漫画』を創刊した。北澤楽天が1928年から『時事漫画』で連載した『とんだはね子』は、日本で最初の少女を主人公とした連載漫画であり、少女漫画の先駆的作品とみなされている。
『時事漫画』の成功に触発されたほかの新聞・雑誌も、娯楽的な連載漫画作品を多く掲載するようになる。とりわけ児童向け漫画や、家庭生活を題材にした「家庭漫画」のジャンルとしての定着と、技法の進化がみられた。1923年に『アサヒグラフ』で連載開始された織田小星作・樺島勝一画の『正チャンの冒険』や、1924年に『報知新聞』で連載開始された麻生豊の『ノンキナトウサン』は、いずれも場面が複数のコマで区切られ、人物の台詞はフキダシで囲まれており、現代の漫画に通じる標準的なスタイルとなっている。
この間、1917年には漫画家の幸内純一、下川凹天が相次いでアニメーションの独自製作に着手し、1918年には近藤浩一路によるコミカライズ作品『漫画坊つちやん』が発表されている。
1918年には初の漫画単行本として磯部甲陽堂から「漫画双紙」シリーズが十数冊出版されている。

### 昭和（第二次世界大戦まで）
昭和最初期には、経営母体が変わりながら断続的に廃刊と再創刊を繰り返していた『東京パック』が、「エログロナンセンス」の世相に沿うように、田中比左良、小野佐世男らによるエロティックな要素の強い世相風刺画を掲載し、人気を盛り返した。また、プロレタリア文学の影響を受けた漫画家グループによる「プロレタリア漫画」が勃興し、政治的主張の手段としての漫画表現が模索された。のちに『東京パック』は編集方針がプロレタリア漫画寄りになり、反発したグループが独自に『月刊マンガ・マン』を立ち上げた。
1932年、上記『マンガ・マン』の寄稿者を中心にした近藤日出造、横山隆一、杉浦幸雄ら20代の若手漫画家が発表のチャンスを求め、新漫画派集団を結成した。新漫画派集団の作家たちの作風は楽天や岡本らが確立した旧来の漫画技法と異なり、欧米のナンセンス漫画の影響を受け、毛筆ではなくペンによって描画する、キャプションや台詞などの文字をあまり添えない、などを特徴としていた。これら日本独自のナンセンス漫画は、たちまちに人気を獲得し、のちに第二次世界大戦終結直後の漫画界の中核を成す存在となった。これに触発され、北澤楽天門下生による「三光漫画スタジオ」、麻生豊・堤寒三門下の「新鋭漫画グループ」など、若手グループが乱立した。
1930年代には新聞・雑誌が（主要対象が大人向けであるか否かに関わらず）幼年漫画（児童漫画）の欄を設け、全盛となった。雑誌では田河水泡『のらくろ二等卒』に始まる『のらくろ』シリーズ（少年倶楽部）、阪本牙城『タンクタンクロー』（幼年倶楽部）など、新聞では宮尾しげを『漫画太郎』『団子串助漫遊記』（東京毎夕新聞）、長崎抜天『ソコヌケドンチャン』（時事漫画→時事新報漫画と読物）、宍戸左行『スピード太郎』（読売サンデー漫画→よみうり少年新聞）などが単行本化され、ベストセラーとなった。なお、これらのうち雑誌および単行本は、一般家庭の子供たちには、高価で近づきがたいものだった。彼らの関心の中心は、関東大震災以後に普及した紙芝居であった。紙芝居は、手書きによるものも、印刷によるものも、全国配給ルートが確立されていた。
全年齢向け新聞漫画では田中比左良『甘辛新家庭』（読売サンデー漫画）、麻生豊『只野凡児』（朝日新聞夕刊）、横山隆一『江戸っ子健ちゃん』→『フクちゃん』（朝日新聞）が人気を得た。
この時期、専業漫画家とファインアートの作家とのあいだの垣根は低く、山下新太郎や東郷青児が『読売サンデー漫画』に、藤田嗣治が望月桂（犀川凡太郎）主宰の同人誌『バクショー』に、それぞれ漫画作品を寄稿している。
戦時中は多くの漫画家が軍の意向で戦意高揚的な連載作品や、プロパガンダの製作に従事させられたが、1938年には太田耕士、小野澤亘（さわ・わたる）、久米宏一らが反戦漫画同人誌『カリカレ』を立ち上げるなど、抵抗の動きも見られた。太田の検挙による廃刊後、小野沢と久米は北京に渡って『北京漫画』の立ち上げに関わり、当地の漫画家に影響を与えている。

## 第二次世界大戦後

### 連合国軍占領下の日本
戦後、特に米軍占領時代の漫画復興のうち、まず児童向け漫画は、戦災でほとんどのコンテンツ資産を失いながらも、戦後に急速に再生した紙芝居による所が大きい。紙芝居屋は、1950年代には全国に5万人を数えたが、これ以降は徐々に減少していく。
出版媒体での児童漫画復興の嚆矢は1946年創刊の『子供マンガ新聞』であった。
次に、ナンセンス漫画や風刺漫画に代表される大人向け漫画は、「ぼう大な投書家の層」に支えられた。自由な言論がある程度復活したこともあり、新聞や雑誌を舞台に、これらの投書家層によって痛烈な政治風刺漫画が多く書かれた。ただし、GHQを批判した作品は検閲された。ここからプロデビューした漫画家も多い。またこの頃、「プロレタリア漫画」の系譜を継ぐ「労働漫画」の描き手が登場し、1949年にはのちの「日本漫画家会議」の前身、「労働漫画クラブ」が結成されている。

### 1950年代前半
1950年代に入り、『冒険活劇文庫』（明々社）、『おもしろブック』（集英社）などの児童向けの月刊誌が発刊され、紙芝居の作家たちが手掛けた、紙芝居シリーズを元にした、イラストレーションと文章による絵物語がブームを呼ぶ。このうち、永松健夫『黄金バット』、山川惣治『少年王者』などが「赤本」のシリーズに入れられるようになった。赤本は、少年向け読み物を主とした廉価な単行本シリーズで、書店ではなく、駄菓子屋や紙芝居屋によって販売された。戦前から赤本のラインナップには漫画も存在していた。
手塚治虫は、この赤本漫画において、まとまったストーリーを展開する方法を確立し、描き下ろし長編作品『新宝島』（1947年）で赤本漫画ブームを巻き起こした。その強い影響を受けた中から多くの人気漫画家が輩出したこともあり、手塚が現代漫画の始祖的扱いを受けることが多くある。一方、技法としては彼に先行するいくつかの革新的作品の存在も指摘されている。
赤本漫画ブームを受け、絵物語中心だった月刊誌は、のちに漫画へ軸足を移す。この時期の雑誌漫画における少年漫画・少女漫画の物語ジャンルは、紙芝居からの借用が多く見られた。『黄金バット』から派生したヒーローものやロボットもの、『ハカバキタロー』や『猫娘』などの「因果もの」から借用した怪奇漫画、戦前の兵隊ものを換骨奪胎したスポーツものなどが主軸となった。この時期の人気連載作品に福井英一『イガグリくん』（少年少女冒険王）、倉金章介『あんみつ姫』（少女）、武内つなよし『赤胴鈴之助』（少年画報）、手塚治虫『鉄腕アトム』（少年）などがある。なお、雑誌や単行本といった漫画媒体は、あくまでも裕福な都市部の子供の文化にとどまり、その他の多くの子供にとっては高価であった。

### 1950年代後半
1950年代後半、物価上昇の影響などで赤本漫画が終焉を迎え、需要はより安価な貸本漫画へ移るようになる。子供の需要が増した貸本屋では、1953年頃から貸本漫画が出始め、市場が成長し、ここへいたり漫画は、紙芝居と並ぶ子供文化の中心となる。漫画家たちは、手作りの一点ものを貸本屋に売って名を売った。この時期の貸本漫画の作家は、戦前からの作家、赤本や紙芝居からの転身、貸本からデビューした者（水木しげるや白土三平）など様々である。
紙芝居、赤本、絵物語、貸本漫画に親しんだかつての子供たちが成長し、個人およびグループで同人誌を発行したり、学校や職場に漫画研究会を創設したりするようになる。また他誌に先駆け、少年雑誌『漫画少年』主催の手塚治虫審査による一般向けの作品公募が開始され、全国の漫画家志望の少年少女がこぞって投稿した。これらの活動を通じてプロ・アマ間の交流が盛んとなった。学生による原稿回覧誌として石森章太郎らによる『墨汁一滴』が知られるほか、東京の大学では1954年の明治大学漫画研究会および早稲田大学漫画研究会の創部をきっかけに、翌年に「大学漫画研究会連盟」が発足した。当時の大雑誌が既存大家の絵物語に占められている中、東京都のアパート・トキワ荘に集まった『漫画少年』の投稿出身者を中心とする若手漫画家たちが、掲載誌を新発の少女漫画誌に求め、情緒性豊かで複雑なストーリー漫画の技術を鍛えていった。
漫画が普及する一方、日本子どもを守る会・中央青少年問題協議会、そして全国のPTAによる「悪書追放運動」が起こった。1955年に運動がピークに達し、東京では手塚治虫『鉄腕アトム』などの漫画本を校庭に集めて「焚書」にするパフォーマンスが行われている。その反面、ファインアートとしての漫画の審査・評価を試みる動きもみられ、1947年には日本アンデパンダン展（日本美術会）に漫画部門が設けられたほか、1951年から1958年にかけては二科展に「漫画部」が開設されている。
そんな中、日本の経済構造が次第に変化し、週に6日勤務して1日休むという決まった労働単位をとる会社員の増加や、週間単位で番組を放送するテレビの普及と共に、生活者の情報意識が変化していき、その需要を満たす週刊誌が次々と登場する。成人向けの週刊誌は、もっぱら風刺やユーモアを表現したナンセンス漫画（大人漫画）の掲載媒体となった。
子供向けの週刊誌として、1959年に、『少年マガジン』（講談社）、『少年サンデー』（小学館）などの週刊漫画雑誌が登場するが、創刊当初は、子供の小遣いで買える価格ではなく、経営的に安定しなかった。業績安定をはかり、購読を継続してもらうため、各作品は、長いストーリーが多くの話数を費やして展開される、当時のラジオドラマにおけるソープオペラをまねた形式によって連載された。赤本・貸本においてまとまったストーリーの読み切り漫画がすでに定着していたため、「紙芝居への逆行」とも揶揄された。この形式は人気に応じて際限なく続けなければならない反面、逆に人気がなくなれば打ち切りとなるという、漫画家にとって多大なストレスと殺人的なスケジュールを強いるものだった。何人かの漫画家が第一線を退いたり急病死したりする中、一部の若手は、アシスタントの雇用による集団制作体制を築いて、これを解決した。
これら大手出版社による週刊雑誌は、上記の学生や若手漫画家たちのデビューや活躍の場となった。週刊雑誌が相次いで創刊され、人気が過熱する一方で、貸本漫画は徐々にシェアを奪われた。1969年末に貸本漫画は事実上の終焉を迎えた。
新聞漫画は、長谷川町子『サザエさん』などの家庭を舞台にした4コマ漫画および、論説漫画（エディトリアル・カートゥーン）が主流となっていく。

## 高度経済成長期からバブル崩壊まで

### 1960年代
この時代以降、日本の漫画は、読者層ないし技法別に分類した場合、一部の実験的な漫画を除けば、少年漫画、少女漫画、劇画、大人漫画の4つのジャンルにはっきりと収束していく。
1961年、教材としての漫画・学習漫画の秋玲二『サイエンス君の世界旅行』シリーズが第7回小学館漫画賞を受賞した。これ以降、集英社『なぜなぜ理科学習漫画』、学習研究社『学研まんが ひみつシリーズ』など、学習漫画は児童向け漫画の一大ジャンルとして発展していく。
1962年、講談社が週刊『少年マガジン』と月刊『なかよし』から、漫画雑誌の週刊『少女フレンド』（ - 1996年）を発刊、翌1963年には、月刊『りぼん』を出していた集英社が、これを総合雑誌週刊『マーガレット』で追う。これによって、少女誌も週刊時代に突入する。戦後における少年漫画の先頭を切っていた手塚治虫は、テレビ放送開始当初からテレビアニメ進出を模索し、1963年、海外輸出を前提としたテレビアニメ作品の制作を開始。これ以降、従来の実写テレビドラマ化・ラジオドラマ化に加え、雑誌の原作漫画とテレビアニメ放送との連携（メディアミックス）が増える。手塚の活躍と歩調を合わせるように、少年誌・少女誌はベテラン漫画家だけでなく、読者の感覚に近い若手を積極的に登用し、メディアミックス路線を拡大した。また、梶原一騎・川崎のぼる『巨人の星』などの「スポ根（＝スポーツ根性）もの」と呼ばれる過激な演出のスポーツ漫画が1970年代にかけてブームとなった。1968年には、集英社が『少年ジャンプ』、秋田書店が『少年チャンピオン』を創刊した。『ジャンプ』は、後発ゆえに人気作家を確保出来ない逆境を逆手に取り、上記『マーガレット』同様、若手の積極的な登用と、徹底した読者アンケートによる生き残り方式で部数を伸ばした。
1966年、朝日ソノラマから新書判の漫画単行本（サン・コミックス）が発売。秋田書店（サンデー・コミックス）、小学館（ゴールデン・コミックス）がこれに追随、漫画雑誌に連載された作品が単行本化されるパターンが確立した。
日本初の青年漫画誌『月刊漫画ガロ』は、1964年に創刊された。『ガロ』はスケールの大きさから連載する場所がなかった白土三平の劇画『カムイ伝』を連載するために創刊された雑誌で、同時に、活躍の場を失いつつあった貸本漫画家への発表の場の提供と、新人発掘を行った。『ガロ』掲載作品の表現に大きな衝撃を受けた手塚治虫は、1967年に後発雑誌『COM』を創刊した。『ガロ』『COM』は商業性よりも作品の質を重視し、描き手のオリジナリティを遵守し、新人発掘の場として独創的な作品を積極的に掲載した。編集者の干渉は既存雑誌より比較的少なく、作家は自由に作品を発表できた。これは、漫画という表現を選択することのなかったアーティストたちに門戸を開放する結果となり、ユニークな新人が続々と輩出されるようになった。特に、つげ義春が1968年に『ガロ』に発表した『ねじ式』は、奇妙な画風と常軌を逸した不条理な展開から、漫画が初めて表現の領域を超越した斬新な作品と評され、海外のアンダーグラウンド・コミックやオルタナティヴ・コミックの作家を含む、後世の漫画家に絶大な影響を与えることになった。また、『カムイ伝』をはじめとする既存体制への反発といった同時代に見られなかった作品テーマが全共闘時代の大学生のバイブルとして強く支持されて一世を風靡し、「漫画は子供が読むもの」という既成概念を覆して漫画文化の新時代を築いた。
1930年代から漫画の主流を成していた「大人漫画」は『文藝春秋漫画讀本』の廃刊（1970年）、『漫画サンデー』の劇画中心への路線変更とともに衰退していき、かつての描き手たちは新聞漫画、イラストレーション、絵本などに転身していった。
この間の1964年には日本初の漫画家の職能団体として日本漫画家協会が設立された。

### 1970年代
アマチュアの市場では、同人誌グループがますます増加して、一同に介して交流する場の需要が高まり、「日本漫画大会」（1972年）、「コミックマーケット」（コミケ、1975年）といった大規模な同人誌即売会の開催につながっていった。コミケは当初、参加人数700人程度で開始し、2007年夏には55万人が参加する世界の漫画界最大のイベントに成長した。ここから高橋留美子（コミケ初期）らがプロとなった。オリジナル作品のほか、既存の人気作の「二次創作」が多く発表され、新たな文化として広く受け入れられた。商業誌に作品を発表しながら、同人活動を続ける作家も多い｡
「コミケ」創設年の1975年は、第一次オイルショックの影響で景気は低迷し、新規採用を中止する大企業が相次いだ。出版業界は実売金額で前年比15%の伸びを記録する一方、8月の返本率が40%を超え、「出版不況」がマスコミに取り上げられるほどであったが、漫画業界は単行本・雑誌ともに好調で、少年週刊誌は発行部数2億9133万部と、3億部を目前にするなど、漫画産業は右肩上がりの成長を続けていた。1977年、『週刊少年ジャンプ』と『週刊少年チャンピオン』は発行部数200万部を記録した。チャンピオンの躍進により、『マガジン』『サンデー』『ジャンプ』『チャンピオン』の四誌は、「四大週刊少年誌」と呼ばれるようになった。1978年には、漫画単行本・雑誌の総販売金額は1836億円、出版物全体の15パーセントを占めるまでに拡大した。1979年には、青年向け漫画雑誌の『週刊ヤングジャンプ』が創刊され、創刊号がたちまち売り切れたことが話題となった。
この頃まで、出版社では「一度雑誌で読んだ漫画をわざわざ買い直す読者はいないだろう」という考えが主流で、雑誌連載漫画が漏れのない形でシリーズ単行本になることは少なく、特に人気のある作品に限られていた（このため、掲載済みの漫画原稿が読者プレゼント等で散逸してしまった作品もある）が、業界は依然順調な伸びを記録する漫画に注目し、二次使用に積極的になった。ここから小説では一般的だった「雑誌連載→単行本化」という図式が、漫画においても定着し、少年・少女漫画雑誌では、シリーズ単行本化を前提とした、長大なストーリーを持つ大型連載作品を複数開始するようになる。漫画を雑誌の連載で読まず単行本まで待つ読者層の登場や、国民生活が豊かになったことで、子供の小遣いで気軽に漫画単行本が買えるようになったことも、この図式を加速させた。
1977年8月6日から10月28日にかけて公開されたアニメーション映画『宇宙戦艦ヤマト』は、上映期間に約270万人を動員し、興行収入21億円という空前のヒットを記録した。1979年には、松本零士『銀河鉄道999』のアニメーション映画版の劇場公開に合わせ、国鉄によりイベント列車が運行された。切符の競争率が70-80倍にも及び、漫画の影響力の大きさを知らしめることになった。以降、少年・少女漫画においては、テレビアニメ化・アニメーション映画化など、メディアの垣根を越えた複合的な作品造りを踏まえたメディアミックス・タイアップ戦略が大規模かつ本格的になり、漫画家の活躍の場が広がる一方で、メディア間の関係がより複雑なものになっていった。
この頃から書店に「漫画コーナー」が設けられるようになった。漫画の消費速度が上がり、次々に読み捨てられていくようになっていった。こうした風潮を受け、貸本店の経営者だった内記稔夫が1978年、東京に漫画の収集・保存を目的とする「現代マンガ図書館」（現・明治大学現代マンガ図書館）を創設した。
少年・少女漫画のメジャー化の一方、70年代末の青年漫画界では『劇画アリス』『マンガ奇想天外』『Peke』『JUNE』『漫金超』といった漫画マニア向けの非商業的なマイナー誌が相次いで創刊され、これらの雑誌を中心に、既存の漫画の枠組みを乗り越える試みとして「漫画ニューウェーブ」というムーブメントが起こる。少年誌、エロ劇画誌、同人誌出身者など、強い個性を持つ新旧の漫画家たちが腕を競った。漫画ニューウェーブは、雑誌の相次ぐ休刊と、中心作家が『週刊ヤングマガジン』『ビッグコミックスピリッツ』などの新たに創刊された各青年誌に移ったことにより終息するとともに、ここで試みられた技法や題材選びの手法が各ジャンルに拡散した。また、新聞等で定着しつつも若い層の読み物ではなくなっていた4コマ漫画においても、いしいひさいちらによる革新が始まっている。

### 1980年代前半
この時代には子供の人口が増え、1960年代後半生まれが中高生になり、1970年代前半生まれが小学生になった。また、1974年にセブン-イレブンの1号店ができて以来着実に店舗数を増やしていたコンビニエンスストアは1981年に全国総店舗数が15000軒を超え、書店と並ぶ漫画雑誌の供給源として重要な存在になった。
このような社会状況を背景に、週刊少年漫画雑誌の熾烈な売上競争が起こる。1980年に『週刊少年ジャンプ』が300万部を突破した一方で、翌年には少年週刊誌の発行部数は前年比－8.6%、少女週刊誌も－7.1%と、全体的な部数を落とした。特に『ブラック・ジャック』『ドカベン』『がきデカ』が連載を終えた『週刊少年チャンピオン』は売り上げを大きく落とし、部数減に拍車がかかった。1982年には、深刻な部数低迷が続いていた『少年キング』が休刊に追い込まれた。そんな中、サンデーの『うる星やつら』と『タッチ』がテレビアニメ化により大ヒットを記録するなど、あだち充や高橋留美子らのラブコメディ（ラブコメ）漫画が隆盛を極め、最盛期を迎える。一方で、これらの少年漫画の一ジャンルを長年築いてきた「スポ根もの」は下火となった。1984年には漫画雑誌の総発行部数が10億部、単行本の販売金額が1000億円の大台を突破した。特に、『キャプテン翼』『キン肉マン』『北斗の拳』など多数の人気作に恵まれた『週刊少年ジャンプ』は、年末最終号が400万部を超えた。
この時代には、『週刊ヤングマガジン』『ビッグコミックスピリッツ』『グッドコミック』『コミックモーニング』などの青年男性向け漫画雑誌や、『ビッグコミックフォアレディ』など若い女性向けのレディースコミック誌（レディコミ）が相次いで創刊された。反面、幼年誌・学年誌の売り上げは落ち込み、子供にとっての漫画への入り口が漫画雑誌からテレビアニメへと移っていく。

### 1980年代後半
1970年代前半生まれが中高生になり、1970年代後半生まれが小学生になった1980年代後半には、子供人口の増加も手伝って、漫画産業は再び活気を取り戻した。青年層を対象にした漫画雑誌の興隆にともない、日本漫画は幼児から中年層までを対象とする多様化の道を進み、群雄割拠の時代に突入した。漫画の市場規模は3260億円（1985年）から4500億円（1988年）に達し、特にレディースコミック雑誌が急成長を遂げた。少女漫画の月刊誌『りぼん』は200万部雑誌となり、『週刊少年ジャンプ』は平常号が400万部、実売率97パーセントという数字を叩き出した。
1986年には、講談社・集英社・小学館の三社が占める漫画雑誌市場シェアが71.4パーセントに達し、漫画産業の寡占化が深刻になった。特に寡占の激しい少年週刊誌は、人気作品の続発と、それらのテレビアニメ化が成功した『週刊少年ジャンプ』の一人勝ちとなっていた。特に『週刊少年ジャンプ』は1987年には430万部、1988年には500万部という驚異的な数字に達した。また、小学館は1987年、『みゆき』の連載が終わったことで人気に陰りが見えた少年誌『少年ビッグコミック』をリニューアル、青年誌『ヤングサンデー』として創刊した。そして7月には『ビッグコミックスペリオール』を創刊、男性の漫画読者全ての年代をカバーするラインナップを完成させた（下から『月刊コロコロコミック』『週刊少年サンデー』『ヤングサンデー』『ビッグコミックスピリッツ』『ビッグコミックスペリオール』『ビッグコミックオリジナル』『ビッグコミック』）。
石ノ森章太郎『マンガ日本経済入門』（日本経済新聞社、1986年）は200万部を超えるベストセラーとなり、漫画の持つ伝達性が娯楽や初等学習の分野だけにとどまらないことを広く印象づけた。1989年には青年誌の売上が前年比＋24.4パーセントとなり、「大人漫画」に代わり、児童漫画でつちかわれたストーリー漫画の形式が、大人向け漫画の主流になったことを示した。

### 1990年代
日本の漫画の総売上は1995年にピークに達した。1994年末に653万部を達成した『週刊少年ジャンプ』は、人気作の相次ぐ終了などで発行部数が減少に転じ、1997年に『週刊少年マガジン』に抜かれて2位に転落した。この頃、漫画雑誌のメディアミックスはより強固になり、人気漫画の多くがテレビアニメ化・テレビドラマ化・映画化されるようになったほか、コンピュータゲームやライトノベルとの関連も強くなった。
時代の変化に合わせて、漫画が取り扱う題材や、ジャンルが拡大し、読者の様々な嗜好に合わせた専門漫画誌が多く創刊されたほか、情報雑誌と複合した漫画雑誌も生まれた。また、性別・年齢の区分が半ばボーダレス化し、幅広い年代の男女に受け入れられるような作品および媒体が増えた。
しかし1990年代後半以降は、少子化や、漫画喫茶・レンタルコミックの普及などの影響で、少年誌・少女誌の発行部数がともに落ち込み、特に少女漫画雑誌の部数は大きく減少した。漫画に限らず出版業界全体が出版不況の状況下にあり、廃刊する漫画雑誌が続出した。
このように新作漫画受難の時代が続いたが、上記の漫画喫茶や新古書店チェーンの発達により、読者層にとっては手軽に旧作に触れることのできる機会が増えた。

## 21世紀

### 2000年代
漫画は、国際的に日本を代表する文化と見なされるようになり、絶版となった旧作の復刊や、漫画の単行本の図書館への収蔵が盛んに行われるようになった。2006年には、日本初の総合的な漫画博物館・研究組織として京都国際マンガミュージアムが開館している。
漫画原稿のデジタル化が進み、手描きでは難しい画像処理が手軽になった。ComicStudioのような漫画専用ソフトも登場した。電子書籍やウェブコミックという新形式も徐々に登場し、描き手の幅が広がった。新旧問わずインターネット・ミーム化により有名になる作品が出るなど、商業メディア側の仕掛けでないブームが生まれる状況も発生した。
新しいメディアミックスとして、ヒットした漫画を原作とする2.5次元ミュージカルが多数の観客を動員するようになった。
『週刊少年ジャンプ』はこの時期、部数の減少が続いたが、『ONE PIECE』『NARUTO -ナルト-』『HUNTER×HUNTER』『テニスの王子様』『BLEACH』などのヒット作によって300万部以上を維持し、2002年に再び漫画誌の発行部数1位となった。『ONE PIECE』単行本第67巻（2012年）が日本出版史上最高初版発行部数の405万部を記録する一方で、ジャンプ本誌の発行部数は2017年に200万部を割った。
2000年代後半になると、『キングダム』『宇宙兄弟』『東京喰種トーキョーグール』など、青年漫画雑誌からのストーリー漫画のヒット作が多く生まれた。月刊の少年漫画誌からは『鋼の錬金術師』『青の祓魔師』『進撃の巨人』がヒットした。

### 2010年代
2010年代にはスマートフォンの普及により、スマートフォンでの閲覧を意識し、ウェブトゥーンのようにコマを縦に積み重ねたり縦長のコマで構成される「縦スクロール漫画」など新たな試みもされた。1970年代以降、漫画編集者にとっての未知の新人の発掘場所は漫画雑誌と同人誌であったが、ウェブ漫画台頭でインターネットも新たな発掘場所となった。
一方で、インターネットがさまざまなコンテンツの閲覧を容易かつローコストにしたことや、5Gなどの大容量コンテンツがより手軽に送受信できるインフラが普及すれば、雑誌や単行本単位で販売される漫画は、広告閲覧による無料コンテンツと比較し「高級なコンテンツ」となり、大衆文化から淘汰されるのではないか、という悲観的な予測も出た。特に「縦スクロール漫画」は従来の漫画と比較し、読者による考察や感想の共有などが少なく、「スナック感覚」で消費されているという指摘がある。
2013年には「二次創作」に関するフェアユース許容ルールとして作者側による「同人マーク」提示が提唱され、利用を広める運動が開始された。

### 2020年代
第二次世界大戦後の日本の漫画は『巨人の星』や『伊賀の影丸』のように、魔球や必殺技に（疑似科学ではあるが）科学的な説明を与えるという科学的合理主義・近代合理主義に立脚した世界観であったが、2020年には『鬼滅の刃』や『呪術廻戦』など呪術的な漢字を使い非合理的な世界を描いた作品がヒットしているなど、読者層の思想が変化しているという指摘もある。
新潮社の漫画編集者によると、SNSの普及により読者が作者に直接感想を送信できることから、出版社に届くファンレターの数が2010年代から減少したという。
世界的には漫画はカラーであるが、日本の漫画はモノクロが基本であるため、専用のAIにより彩色作業を自動化する試みもある。
日本では漫画家1人か作画と脚本の2人で制作し、必要であればアシスタントが補助するという個人制作に近い形態が主流で、作家個人の才能に依存するという意識が強く、商業作品であっても供給される作品の質や量は不安定とされた。これに対し安定して作品を量産するため、アニメーション制作やアメリカン・コミックスのようにプロット、シナリオ、ネーム、下書き、背景、彩色などを各分野のエキスパートに分業させるスタジオ形式も模索されている。日本でも完全分業制はあったが、大ヒット作を生み出し資金に余裕のある一部の作家（さいとう・たかを等）が自身を補助する目的で設立する程度であった。
電子書籍の浸透により、ヒット作や人気作家は紙と電子版の両方、人気の少ない漫画は電子書籍のみという形態が一般化した。ウェブサイトやアプリによる配信では、単行本を出せないまま打ち切られた作品、ページ数の制限で相当の人気作でなければ掲載出来なかった外伝、ペン入れ前の未完成状態など、紙媒体で流通させられなかった作品をローコストで発表できるようになった。また人気作においても、データを差し替えることで発表済み作品のカラー化、アニメ化に合わせて一部を期間限定で無料公開など、紙媒体では不可能な対応も出来るようになった。一方でデジタル化された画像データを配布することになるため、裁断やスキャンなど手間がかかる作業が必要な紙媒体よりコピーのハードルが下がり、違法ダウンロードの被害を大きく受けることとなった。
漫画に親しんだ世代が大人となり学校教育現場でも漫画に肯定的になっているが、SNSや動画配信サービスの浸透により漫画を読まない子供も増えているため、出版文化産業振興財団では朝の読書運動や読書感想文コンクールなどに漫画を選定してもらう事業を通し、漫画作家となる下地や将来の顧客を作る活動を行っている。